# Massimina Rosellini Fantastici
Massimina Fantastici Rosellini (Firenze, 8 giugno 1789 – Lucca, 24 gennaio 1859) è stata una scrittrice e poetessa italiana.

## Biografia
Figlia di Giovanni Fantastici (un gioielliere fiorentino) e della poetessa Fortunata Sulgher di Livorno fin da bambina frequentava salotti letterari dove incontrò, fra gli altri, anche Vittorio Alfieri che fu prodigo di consigli.
Sua sorella, Isabella Fantastici, scrittrice, sposò a Venezia Giovanni Battista Kiriaki (Regio Procuratore e giudice a Vicenza): la figlia Luisa, poi sposa a Minelli (famoso tipografo a Rovigo), fu apprezzata scrittrice veneziana.
Studiò al collegio fiorentino di Sant'Agata, dove divenne amica della futura contessa Mastai-Ferretti, ma lasciò gli studi a sedici anni per sposarsi, nel 1805, con il nobile Luigi Rosellini originario di Pescia, segretario personale di Maria Luisa di Borbone-Spagna, regina d'Etruria. Molto appassionata nel disegno, nella pittura e nell'arte di miniare dovette presto abbandonarla per lievi difficoltà alla vista che le consentirono, però, di occuparsi di letteratura. Continuando, quindi, a presenziare salotti letterari, incontrò, Giovanni Battista Niccolini, Ugo Foscolo, del quale si dirà, e dell'abate Pietro Bagnoli (autore del Cadmo e dell'Orlando Savio, toscano, professore di lettere greche e latine all'Università di Pisa).
Ebbe come figlie Luisa, Giulia, Enrichetta, Amalia e il giovane Eugenio, morto prematuramente a 15 anni. La figlia Luisa Rosellini sposò Francesco Ricca (pittore ed incisore di nobile famiglia originaria del Piemonte). Luisa diede il cognome del padre al primogenito Giuseppe Ricca Rosellini (esperto d'agraria e ispettore del Ministero dell'Agricoltura); i fratelli e le sorelle di Giuseppe, Augusto, Tito, Pericle e Suor Massimina (Figlia della Carità) portarono il solo cognome Ricca.

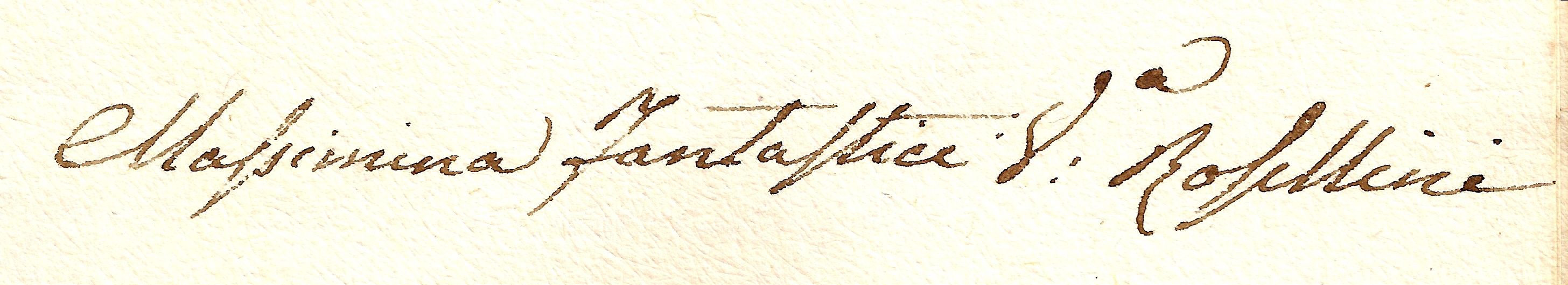
Firma di Massimina Fantastici Rosellini, del 1849, apposta in calce ad alcune Odi dedicate alla figlia Luisa Rosellini

A undici anni Massimina Fantastici era entrata nel conservatorio di S. Agata a Firenze. Scrisse, negli anni successivi al matrimonio, le odi Per bellissima giovane pistoiese (dedicata ad Alessandra Rospigliosi) e In morte di Labindo (cioè del poeta Giovanni Fantoni), pubblicate a Parma nel 1809. Il marito nel 1808 era caduto in disgrazia e, dopo aver venduto i gioielli di famiglia, iniziò a dare lezioni privatamente.
Nel 1810 Massimina comincia il poemetto Cefalo e Procri (pubblicato poi a Rovigo nel 1835), un breve componimento sull'amore tra i due protagonisti, ostacolato da Aurora e poi risolto da Diana. L'opera viene letta, apprezzata e postillata da Ugo Foscolo. Del 1812 sono i versi pubblicati, a Pisa, nella raccolta Per la Venere italica scolpita da Antonio Canova, comprendente testi di altri undici poeti, uno dei risultati più interessanti del neoclassicismo dell'epoca.

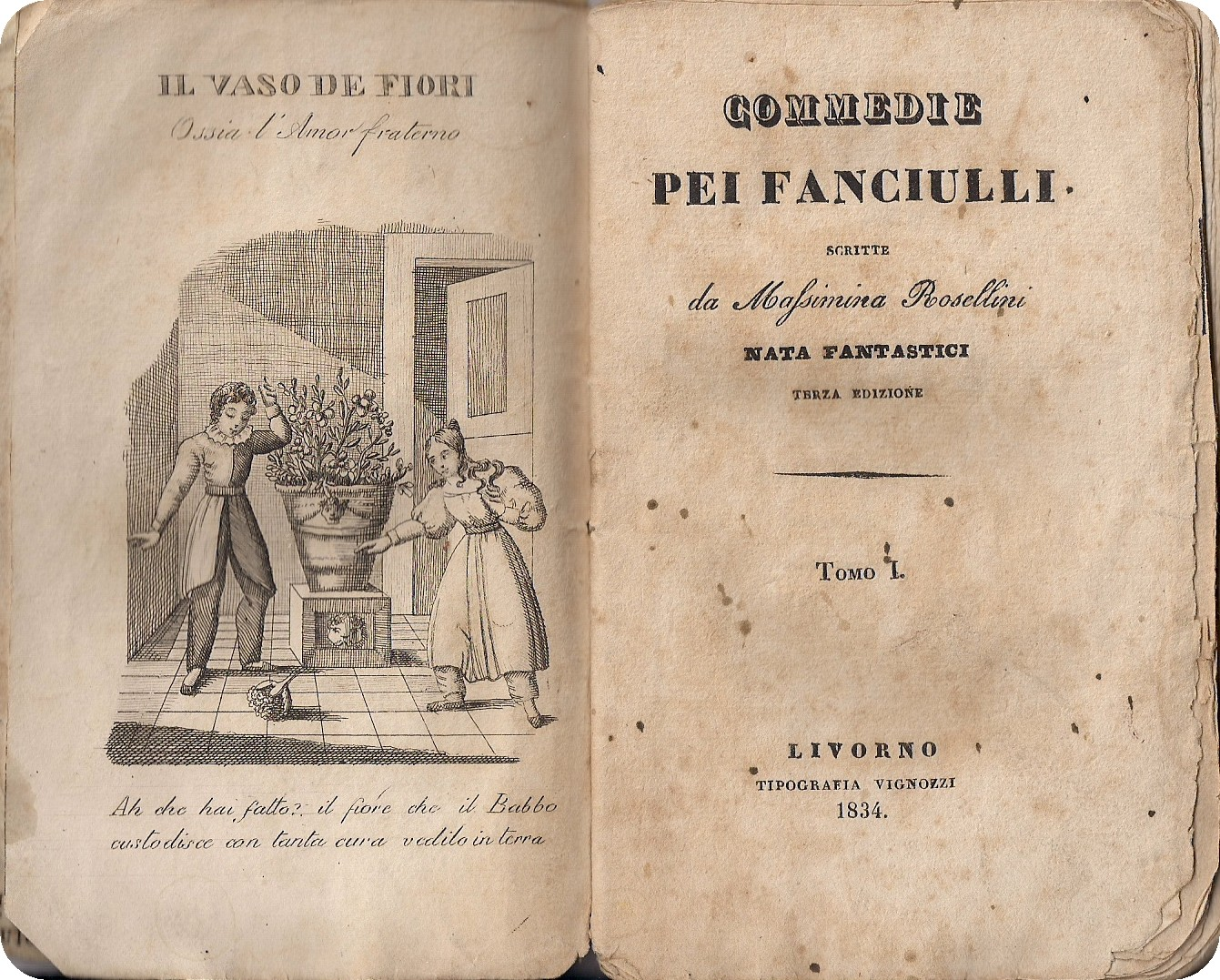
Commedie pei Fanciulli, terza edizione, Tipografia Vignozzi, Livorno 1834. L'immagine si riferisce alla prima commedia, Il Vaso de Fiori, ossia l'amor fraterno

Molto attiva nella vita letteraria fiorentina, è iscritta, a partire dal 1807 sino al 1852, a molte accademie (Accademia di belle arti di Firenze, Accademia di Belle arti, musica e declamazione di Firenze, Accademia Pistoiese, Accademia Valdernese, Accademia Aretina, Accademia Empolese, Accademia de' Tegei di Siena, Accademia degli Infecondi di Prato, Accademia della Valle Tiberina di S. Sepolcro, Accademia Latina di Roma, Accademia Ernica di Alatri, Accademia Italiana, Accademia Napoleone Trionfante di Alessandria, Ateneo Italiano, Accademia dei Filomati di Lucca, Accademia dell'Arcadia, Accademia Novella de' Filodidaci di Firenze e Accademia Tiberina) e frequenta abitualmente il salotto di Luisa di Stolberg-Gedern (Louise-Maximilienne de Stolberg) Contessa d'Albany, a Palazzo Gianfigliazzi, dove conosce in gioventù, appunto, Ugo Foscolo, a cui sottopone spesso i suoi scritti e al quale resterà legata da stima e amicizia. Il Foscolo, fra l'altro, della poetessa scrisse: 
(Ugo Foscolo, Epistolario volume 17, dell'Edizione nazionale delle Opere di Ugo Foscolo)
La Fantastici si occupa anche dell'educazione delle figlie, alle quali dedica cinque commedie pedagogiche, portate a sette nella seconda edizione del volume che le raccoglie, intitolato Commedie pei fanciulli.
Il libro ha un grande successo: ottiene cinque edizioni in sette anni (quella di Firenze del 1838 comprende anche altri scritti educativi) e porta a Massimina la fama di grande educatrice. Seguono, nel 1837, le Letture pei fanciulli dai quattro ai dieci anni e le Commedie per l'Adolescenza. In queste commedie, rivolte ai giovani, Massimina non elabora un sistema educativo originale, ma riprende e diffonde idee ispirate al cattolicesimo liberale e al pensiero pedagogico spiritualista dell'inizio dell'Ottocento, promuovendo un tipo di educazione che assecondi lo sviluppo dell'individuo nel rispetto della sua libertà, e che mantenga la centralità della religione e della cultura in tutte le classi sociali.

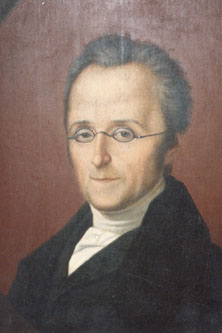
Lo scrittore e patriota Silvio Pellico

Nel 1838 Massimina scrive la tragedia I Pargi, sui fatti di Parga cantati anche da Giovanni Berchet. Nel 1843 pubblica la sua opera più famosa, il poema in ottave Amerigo (iniziato nel 1810, interrotto e poi ripreso nel 1829), lodato anche da Silvio Pellico, nel quale narra, in venti canti, l'impresa di Amerigo Vespucci. Due anni dopo la pubblicazione dell'Amerigo l'Accademia Tiberina volle insignirla di una medaglia d'argento. Silvio Pellico scrisse alla poetessa questa lettera:
(Silvio Pellico, 4 febbraio 1844)
Nel 1845 ottiene un importante successo con il dramma Il compare, dove racconta la seduzione di una contadina da parte di un conte, e che pubblica con lo pseudonimo Attilio Trotti, per volere espresso del marito. Il compare ebbe un gran successo di pubblico: andò a ruba e fu pubblicato in tre successive edizioni.
Nel gennaio del 1846, morto il marito Luigi Rosellini, si trasferisce a Pisa e rinuncia al suo impegno decennale di ispettrice degli asili infantili. La serie degli scritti didattici è conclusa dal racconto Guglielmo Wismar o il fanciullo istruito ne' principali riti cattolici, pubblicato a Firenze nel 1853. per illustrare i riti della religione cattolica.
Massimina Fantastici Rosellini, muore a Lucca: è sepolta a Firenze, nella Basilica di San Miniato al Monte. Il sepolcro si trova nella navata di sinistra. Sul pavimento, all'altezza della seconda colonna, si può osservare la lapide che reca, nell'angolo in alto a sinistra, il numero 53.
Per onorare la sua morte, il Municipio di Firenze le dedicò il nome di una scuola.

## Opere

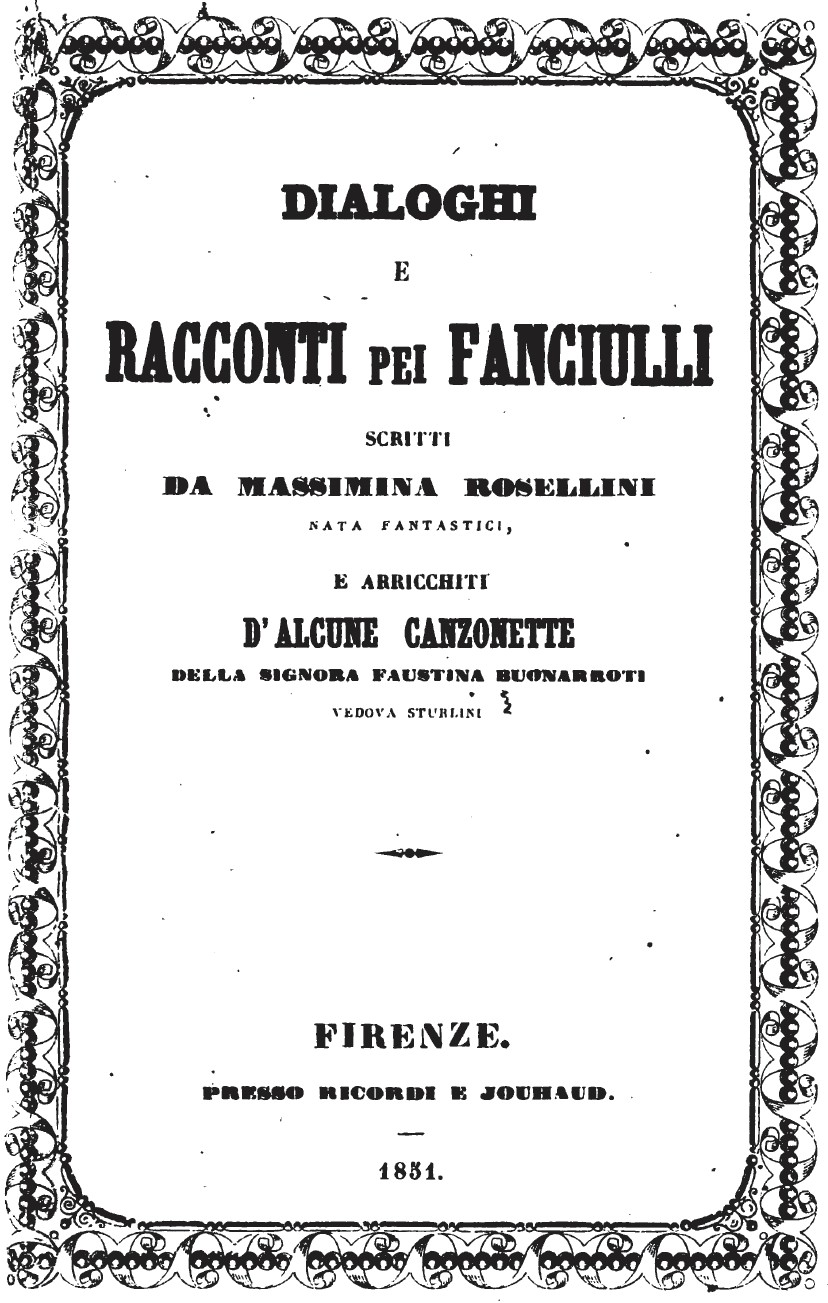
Copertina di una edizione del 1851 dei Dialoghi e Racconti pei Fanciulli pubblicata a Firenze

- Odi due: ad Alessandra Rospigliosi e in morte di Labindo, il Conte Giovanni Fantoni, Tipi Bodoniani, Parma 1809
- Versi d'Autori Toscani per la Venere Italica scolpita da Antonio Canova, Tipi di F. Didot, Pisa 1812
- Saggio di Commedie pei Fanciulli, Tipi di L. Pezzati, Firenze 1830 dedicato all'amata sorella Isabella Fantastici vedova Kiriaki
- Commedie pei Fanciulli seconda edizione con Aggiunta, Tipi di L.Pezzati, Firenze 1831. Ogni commedia è preceduta da un disegno litografico dell'autrice. le commedie sono: Il Vaso dei fiori, ossia l'Amor fraterno, I Golosi, La Bugia, La Disobbedienza, L'Oziosa, La Spia domestica, La Puntigliosa.
- Cefalo e Procri Poemetto in tre Canti, premiato nel 1810 con medaglia d'argento dall'Accademia letteraria di Pisa, Tipografia Minelli, Rovigo 1835
- Letture pei Fanciulli dai quattro ai dieci anni, Tipografia Galileiana, Firenze 1837. Edizione ornata del ritratto dell'Autrice, e di altre incisioni di Fabris. La Rosellini dedicò ai suoi cari Nipotini questo lavoro che consiste in quattro Novelle e sedici Dialoghi.
- Amerigo Canto Primo e frammento del Canto Terzo, Tipografia Bonfanti, Milano 1837
- I Pargi, V. Batelli e Figli, Firenze 1838
- Letture e Commedie pei Fanciulli, Tipografia Galileiana, Firenze 1838
- Commedie pei fanciulli Tipografia Fontana, Torino 1838
- A Galileo in occasione del terzo Congresso Scientifico Italiano di Firenze 15 settembre 1841, Stabilimento Tipografico Fabris, Firenze 1841
- Dialoghi e Racconti pei Fanciulli, Ricordi e Jouhaud, Firenze 1851
- Commedie per l'Adolescenza, Nuova Edizione, Felice Paggi Libraio-Editore, Firenze 1877. È composto da La Puntigliosa (commedia in tre atti), La Vanerella o l'Educazione alla moda (commedia in tre atti), Rut (dramma sacro in tre atti), I Sotterfugi (commedia in tre atti).